# شهرستان بایغانین
شهرستان بایغانین (به قزاقی: Байғанин ауданы، بايعانين اۋدانى) یک منطقهٔ مسکونی در قزاقستان است که در استان آق‌تپه واقع شده‌است. شهرستان بایغانین ۲۲٬۸۰۷ نفر جمعیت دارد.

## وجه تسمیه
نام این شهرستان برای ارج نهادن به شاعر و ادیب قزاقِ زادهٔ سال ۱۸۶۰ میلادی در همین منطقه، «نورفیض بایغانین» (به قزاقی: Нұрпейіс Байғанин، نۇرپەيىس بايعانين) انتخاب شده است.